# Langues lafofa
Les langues lafofa (ou langues tegem-amira) sont une branche de la famille de langues kordofaniennes (nigéro-congolaises),. Elles sont parlées dans le Kordofan, au Soudan.

## Langues
Les langues lafofa sont :
- le tegem
- le amira